# Pelargonium inquinans
Espèce
Classification phylogénétique
Le Pelargonium inquinans, ou pélargonium écarlate est un sous-arbrisseau de la famille des Geraniaceae, originaire d'Afrique du Sud.
C'est un des ancêtres de la lignée d'hybrides de pélargoniums horticoles, nommée Groupe zonal, utilisés pour les potées sur le bord des fenêtres et les terrasses. Dans la langue commune, ces hybrides sont généralement nommés « géraniums des fleuristes ».

## Étymologie et histoire
Le nom générique Pelargonium  en latin scientifique dérive du grec pelargós (πελαργός), désignant la cigogne, la forme de leur fruit évoquant le bec de l'échassier. L'épithète spécifique inquinans « salissant » dérive du verbe latin inquino « salir, souiller » (Gaffiot) parce que les feuilles laissent une trace brune ferrugineuse sur les doigts lorsqu'on les touche. Pour Linné « Folia digitis tacta inquinant colore ferrugineo ».
Le Pelargonium inquinans a été cultivé dans le jardin de l'évêque de Londres, Henry Compton, un amateur de plantes exotiques. En 1713, à sa mort, on trouva dans sa collection qui fut vendue, un Pelargonium inquinans. La première illustration datant de 1732 fut faite à partir d'une plante poussant dans le jardin du botaniste britannique James Sherard. Beaucoup d'hybrides ont été tirés de cette espèce, mais la véritable espèce sauvage se reconnait à ses poils glanduleux rouges
.

## Description
À l'état sauvage, Pelargonium inquinans est un sous-arbrisseau, d'environ 2 m de haut, ramifié, aux jeunes rameaux succulents devenant ligneux en vieillissant, portant des poils glanduleux rouges.
Les feuilles persistantes, portées par de longs pétioles sont orbiculaires (comme P. zonale mais sans marques foncées), incisées en 5 à 7 lobes crénelés, à pubescence visqueuse, donnant un aspect cotonneux aux deux faces. Au toucher, les feuilles tachent les doigts en brun de rouille.
Les fleurs d'un rouge écarlate, parfois roses ou blanches, sont groupées par 10 à 20 en pseudo-ombelles. Elles sont à symétrie bilatérale (zygomorphe)  avec les 2 pétales supérieurs pouvant être un peu plus petits que les 3 pétales inférieurs. Les étamines et le style sont exsertes. Les filaments des 7 étamines fertiles se joignent sur presque toute leur longueur.
En Afrique du Sud, la floraison s'étale sur toute l'année.
Le fruit péricarpique est composé de 5 capsules terminées par une longue arête, velue, et tordue en spirale à maturité.
Deux caractères importants de reconnaissance de l'espèce sont :
- les poils glanduleux rouges
- les fleurs écarlates

| Fleur zygomorphe, rouge écarlate | Feuille orbiculaire, lobée sans marque |

## Distribution
Le pélargonium à fleurs écarlates, Pelargonium inquinans croit dans le Cap-Oriental, Uitenhage, Albany et Caffirland, jusqu'au sud du Kwazulu-Natal, en Afrique du Sud.
Il croît sur les sols argileux, comme P. zonale.

## Hybrides
Pelargonium inquinans et Pelargonium zonale sont généralement considérés comme les deux principaux ancêtres sauvages du groupe zonal des pélargoniums horticoles, appelés communément « géraniums des fleuristes », ou « pélargoniums hybrides à feuilles zonées ». En botanique, l'appellation Pelargonium ×hortorum L.H. Bailey est acceptée.
Ces deux espèces furent introduites dans les grands jardins d'Europe au début du XVIIIe siècle.

## Usages
Les populations indigènes utilisent les feuilles écrasées contre le mal de tête et la grippe.
Elles sont aussi utilisées comme déodorant corporel.